# الرجال والنساء والمناشير السلسلية
الرجال والنساء والمناشير السلسلية: الجندر في فيلم الرعب الحديث هو كتاب غير خيالي للأكاديمية الأمريكية كارول جاي كلوفر، نُشرته عام 1992. يعرض الكتاب نقدًا ثقافيًا وتحقيقًا للجندر في أفلام التقطيع وسينما الرعب، وخاصة أنواع أفلام القتل المُتسلسل والغموض والانتقام من منظور نسوي.
صاغت كارول جاي كلوفر مصطلح الفتاة الأخيرة في هذا الكتاب، في فيلم الرعب الحديث عام 1992. واقترحت كلوفر فكرة أن المُشاهد في هذه الأفلام يبدأ بمُشاركة وجهة نظر القاتل، ولكنه يشهد تحولًا في تحديد هوية الفتاة الأخيرة بشكل جزئي خلال الفيلم.
على الرغم من أن هذه الأفلام تبدو أنها تقدم مُتعة سادية للمشاهدين، إلا أن كلوفر تقول بأن هذه الأفلام مُصممة لمُحاذاة المُشاهدين ليس مع المعذّب الذكوري ولكن مع الضحية الأنثوية، وهي الفتاة الأخيرة - التي هزمت ظالمها في النهاية. رُشح الكتاب لجائزة برام ستوكر لأفضل فيلم روائي عام 1992.